# ガマル・ガンドゥール
ガマル・ムハマド・アフマド・エル・ガンドゥール（Mahmoud Ahmed El-Ghandour、アラビア語: جمال محمود الغندور、1957年6月12日 - ）は、エジプトの元サッカー審判員。

## 概要
ガンドゥールが主審を務めたのはアフリカネイションズカップ2002の決勝 (カメルーン対セネガル)、2002年のアフリカンカップウィナーズカップ決勝の第2戦 (アサンテ・コトコSC (Gha) 2:1 ウィダード・カサブランカ (Mar))、アフリカネイションズカップでは 1994、1996、1998、2000、2002の連続5大会など。彼はUEFA欧州選手権で主審を務めた最初のアフリカ人でもある。そのほかに、オリンピック1回、FIFAコンフェデレーションズカップ1回(2001)、AFCアジアカップ1回の経験がある。
AFCアジアカップ1996でも主審を務めた。準決勝のイラン対サウジアラビア戦では、彼はイランのゴールを取り消したこと、そしてイランの反則がなんだったかをはっきりとアナウンスしなかったことで物議を起こした。彼は2回のFIFAワールドカップ、フランス(1998)と日韓(2002)でも主審を務めた。2002年の韓国対スペイン戦において、スペインのゴールを2度取り消したこと、および2人の線審——1人はウルグアイ人、もう1人はトリニダード・トバコ人だった——がスペインの攻撃を何度もオフサイドと判定したことでも騒動を呼んだ
。
彼はまた、エジプト人最初のプロフェッショナルの審判でもある(Jリーグ、1999年)。